# Hapalopus triseriatus
Hapalopus triseriatus är en spindelart som beskrevs av Lodovico di Caporiacco 1955. Hapalopus triseriatus ingår i släktet Hapalopus och familjen fågelspindlar.
Artens utbredningsområde är Venezuela. Inga underarter finns listade i Catalogue of Life.